# Deutsches Zentrum für Luft- und Raumfahrt

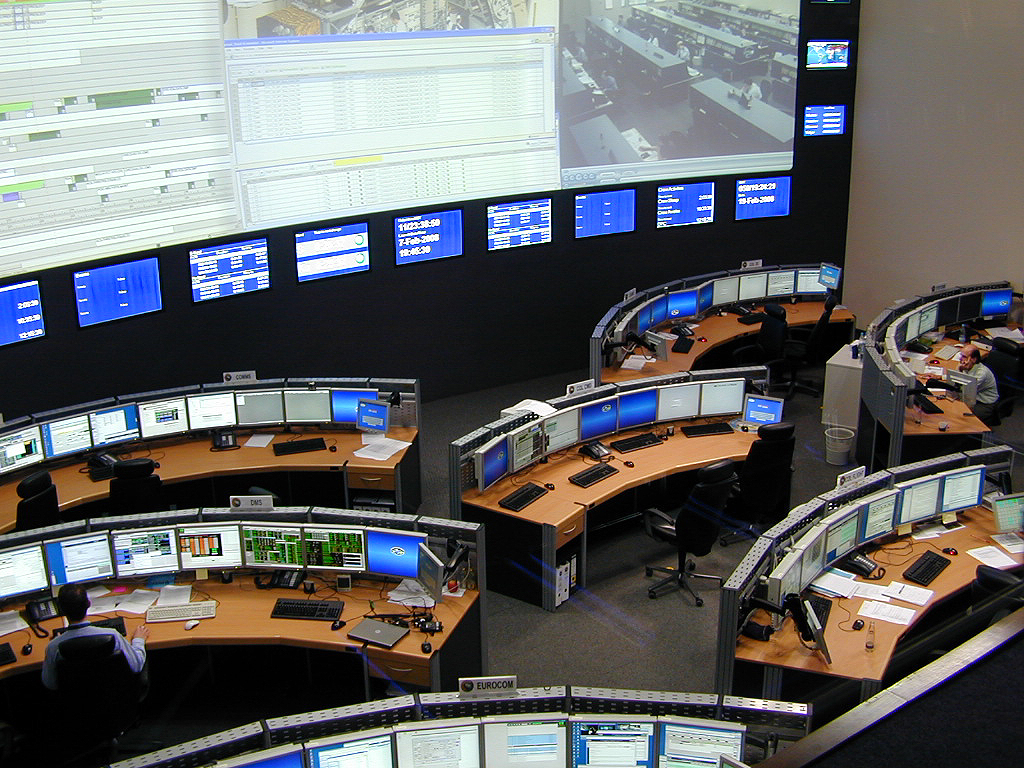
German Space Operations Center (GSOC), Oberpfaffenhofen (Monaco di Baviera)

Il Deutsches Zentrum für Luft- und Raumfahrt e.V. (DLR) è l'agenzia spaziale tedesca e si occupa delle ricerche nazionali nei settori dell'aviazione e del volo spaziale. Il centro gestisce anche le ricerche dell'associazione Helmholtz.
I programmi di ricerca includono complessi progetti nazionali e internazionali. Oltre ad occuparsi delle ricerche la DLR fornisce i membri che rappresentano il governo tedesco nell'Agenzia spaziale europea e più in generale in sede internazionale per le faccende aerospaziali.
È membro dell'Istituto europeo per le norme di telecomunicazione (ETSI).

## Storia
Il DLR venne fondato nel 1969 con il nome di Deutsche Forschungs- und Versuchsanstalt für Luft- und Raumfahrt (DFVLR) (Istituto Tedesco per la ricerca e sviluppo dell'avionica e dei voli spaziali). L'istituto nacque dalla fusione di tre centri precedenti. Questi erano l'Aerodynamische Versuchsanstalt (Laboratorio di aerodinamica), i Deutsche Versuchsanstalt für Luftfahrt (Laboratori tedeschi per l'aviazione) e il Deutsche Forschungsanstalt für Luftfahrt (Istituto di ricerca Tedesco per l'Aviazione).
Nel 1989 il DFVLR venne rinominato in DLR cioè Deutsche Forschungsanstalt für Luft- und Raumfahrt (Istituto di ricerca tedesco per l'aviazione e il volo spaziale).
Dopo la fusione con la Deutschen Agentur für Raumfahrtangelegenheiten (DARA) (Agenzia tedesca per gli investimenti spaziali) nel 1997 il nome venne modificato nel corrente DLR Deutsches Zentrum für Luft- und Raumfahrt, che tradotto letteralmente indica il centro tedesco per l'aviazione e i voli spaziali, ma che nella letteratura inglese viene indicato come German Aerospace Center.
Successivamente, la DLR ha amministrato il Programma TerraSAR-X, un recente satellite.

## Sedi
La DLR ha nove sedi in Germania:
- Berlino-Adlershof
- Bonn-Oberkassel

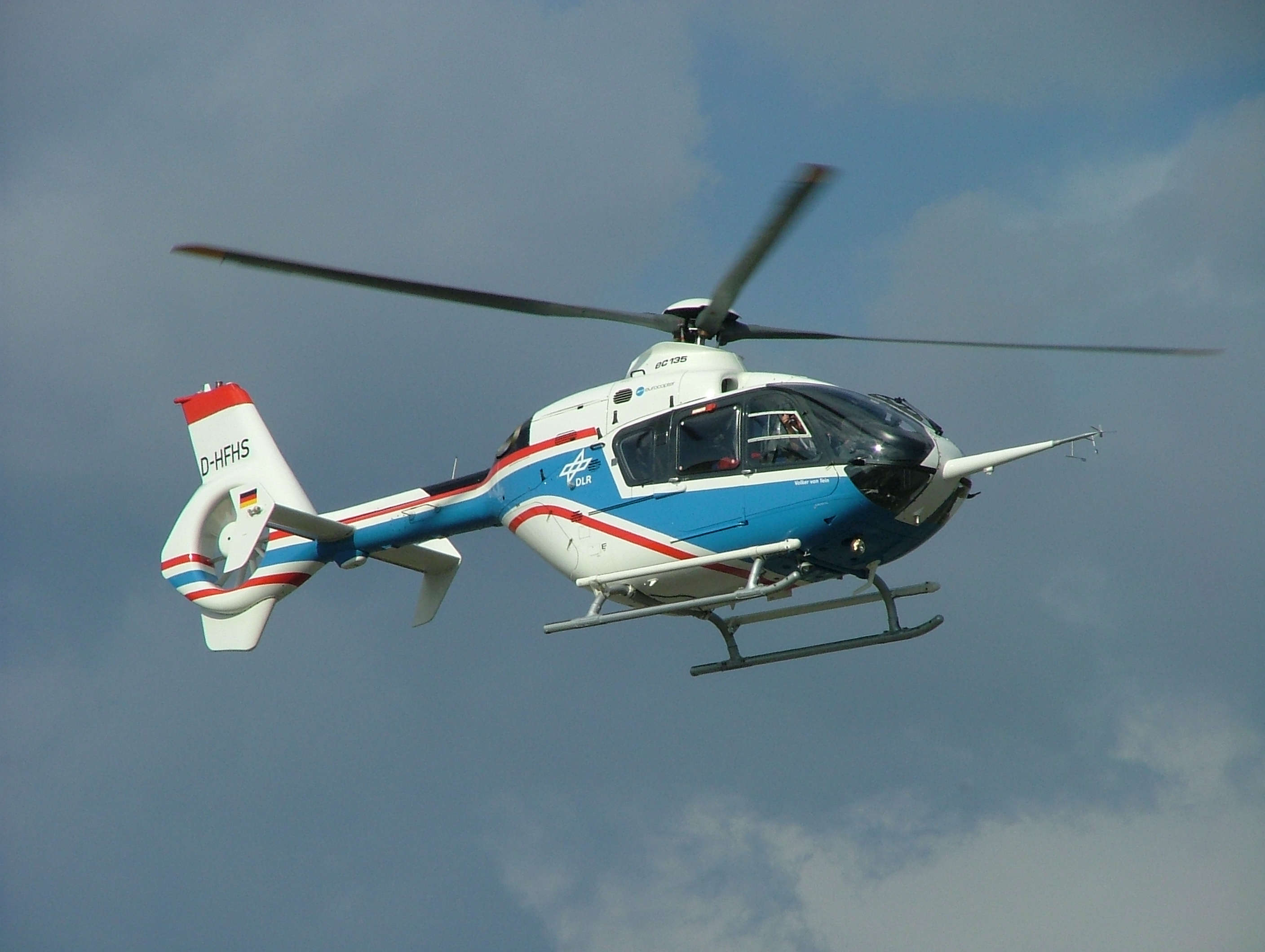
Elicottero del DLR.

  - Raumfahrtagentur (Agenzia spaziale)
  - Ufficio internazionale
- Braunschweig
- Brema
- Gottinga
- Colonia-Lind
  - Consiglio direttivo
  - gruppo di ricerca
- Lampoldshausen
- Oberpfaffenhofen
  - Centro spaziale di controllo (GSOC)
  - Centro di elaborazione dati tedesco (DFD)
- Stoccarda

## Succursali
Il DLR ha nove succursali:
- Amburgo
- Trauen
- Neustrelitz
- Kralenriede
- Charlottenburg
- Jülich
- Bad Godesberg
- Weilheim in Oberbayern

Vi lavorano 6700 persone . L'agenzia gestisce 33 centri di test e sviluppo . Il DLR ha inoltre uffici esteri a Bruxelles, Parigi e Washington.

## Progetti
La DLR ha programmato e svolto vari progetti tra cui:
- Mars Express
- Sistema di posizionamento Galileo
- Shuttle Radar Topography Mission
- SpaceLiner